# St. Johns River
Der St. Johns River, offiziell Saint Johns River, ist mit 500 Kilometern der längste Fluss Floridas.

## Verlauf
Er ist einer der wenigen Flüsse in den Vereinigten Staaten, die von Süden nach Norden fließen. Der St. Johns River mündet bei Jacksonville in den Atlantischen Ozean.
Mit einem Höhenunterschied von nur neun Metern von der Quelle bis zur Mündung ist er einer der flachsten Flüsse der Welt, was ihn für Verschmutzung sehr anfällig macht.

## Umwelt
Südlich von Palatka beruht die Verschmutzung hauptsächlich auf natürlich eingetragener Gerbsäure der umliegenden Vegetation. Der Säuregehalt ist so hoch, dass das Wasser schwarz wirkt. In Astor gibt es ein Restaurant, das dementsprechend „Blackwater Inn“ benannt wurde.
Bei Überschwemmungen durch starke Regenfälle ereignen sich auf Grund des dann noch höheren Säuregehaltes immer wieder größere Fischsterben. Im Winter 2004 wurden zum Leidwesen der vielen Angler fast alle Fische getötet.
Trotz der Verschmutzung ist der Fluss Refugium für verschiedene Tiere. Dazu gehören nördlich von Jacksonville auch Delfine oder in der Frühlingszeit Rundschwanzseekühe, außerdem Alligatoren, Weißkopfseeadler, Fischadler, Rochen sowie verschiedene Salz- und Süßwasserfische.

## Nebenflüsse
Die wichtigsten Zuflüsse sind der Ocklawaha River und der Econlockhatchee River.